# Guécélard
Guécélard est une commune française, située dans le département de la Sarthe en région Pays de la Loire, peuplée de 3 200 habitants.
La commune fait partie de la province historique du Maine, et se situe dans le Haut-Maine (Maine blanc).

## Géographie
Les 1 218 hectares de la superficie communale sont bordés sur 5,2 km par la grande rivière navigable, la Sarthe, qui se trouve en cet endroit à 195 km de sa source. Le territoire est parcouru par une petite rivière : le Rhonne, et son rayonnement d'affluents qui drainent les anciennes gastines du Bélinois et celles du Bas Poslinois, devenues les Landes du Petit et du Grand Bourray, citées sur la carte de Cassini de 1767. Le rayonnement de tous ces petits ou un peu plus grands cours d'eau, dont le point de convergence est le bourg actuel de Guécélard, et par delà à la Sarthe, et au fleuve royal : la Loire.
La particularité topographique du cours de la Sarthe, où la grande rivière coule en certains points, à une distance assez rapprochée du Grand Chemin mansais, faisant d'Allonnes, un point important de « rupture de charges » validé par l'amas de pièces de monnaie anciennes découvertes.
| Fillé                              | Spay             | Moncé-en-Belin |
| Fillé                              | Guécélard        | Moncé-en-Belin |
| Roézé-sur-Sarthe, Parigné-le-Pôlin | Parigné-le-Pôlin | Yvré-le-Pôlin  |

### Climat
Pour des articles plus généraux, voir Climat des Pays de la Loire et Climat de la Sarthe.
En 2010, le climat de la commune est de type climat océanique dégradé des plaines du Centre et du Nord, selon une étude du CNRS s'appuyant sur une série de données couvrant la période 1971-2000. En 2020, Météo-France publie une typologie des climats de la France métropolitaine dans laquelle la commune est exposée à un climat océanique et est dans la région climatique  Moyenne vallée de la Loire, caractérisée par une bonne insolation (1 850 h/an) et un été peu pluvieux. 
Pour la période 1971-2000, la température annuelle moyenne est de 11,3 °C, avec une amplitude thermique annuelle de 14,5 °C. Le cumul annuel moyen de précipitations est de 677 mm, avec 11,6 jours de précipitations en janvier et 6,6 jours en juillet. Pour la période 1991-2020, la température moyenne annuelle observée sur la station météorologique de Météo-France la plus proche, sur la commune du Mans à 15 km à vol d'oiseau, est de 12,4 °C et le cumul annuel moyen de précipitations est de 693,4 mm,. Pour l'avenir, les paramètres climatiques de la commune estimés pour 2050 selon différents scénarios d'émission de gaz à effet de serre sont consultables sur un site dédié publié par Météo-France en novembre 2022.

## Urbanisme

### Typologie
Au 1er janvier 2024, Guécélard est catégorisée bourg rural, selon la nouvelle grille communale de densité à sept niveaux définie par l'Insee en 2022.
Elle appartient à l'unité urbaine du Mans, une agglomération intra-départementale regroupant 19  communes, dont elle est une commune de la banlieue,,. Par ailleurs la commune fait partie de l'aire d'attraction du Mans, dont elle est une commune de la couronne,. Cette aire, qui regroupe 144 communes, est catégorisée dans les aires de 200 000 à moins de 700 000 habitants,.

### Occupation des sols
L'occupation des sols de la commune, telle qu'elle ressort de la base de données européenne d’occupation biophysique des sols Corine Land Cover (CLC), est marquée par l'importance des territoires agricoles (50,1 % en 2018), en diminution par rapport à 1990 (56,1 %). La répartition détaillée en 2018 est la suivante : 
forêts (36,1 %), prairies (35,7 %), zones urbanisées (12,8 %), terres arables (10,4 %), zones agricoles hétérogènes (3,9 %), milieux à végétation arbustive et/ou herbacée (0,9 %). L'évolution de l’occupation des sols de la commune et de ses infrastructures peut être observée sur les différentes représentations cartographiques du territoire : la carte de Cassini (XVIIIe siècle), la carte d'état-major (1820-1866) et les cartes ou photos aériennes de l'IGN pour la période actuelle (1950 à aujourd'hui).

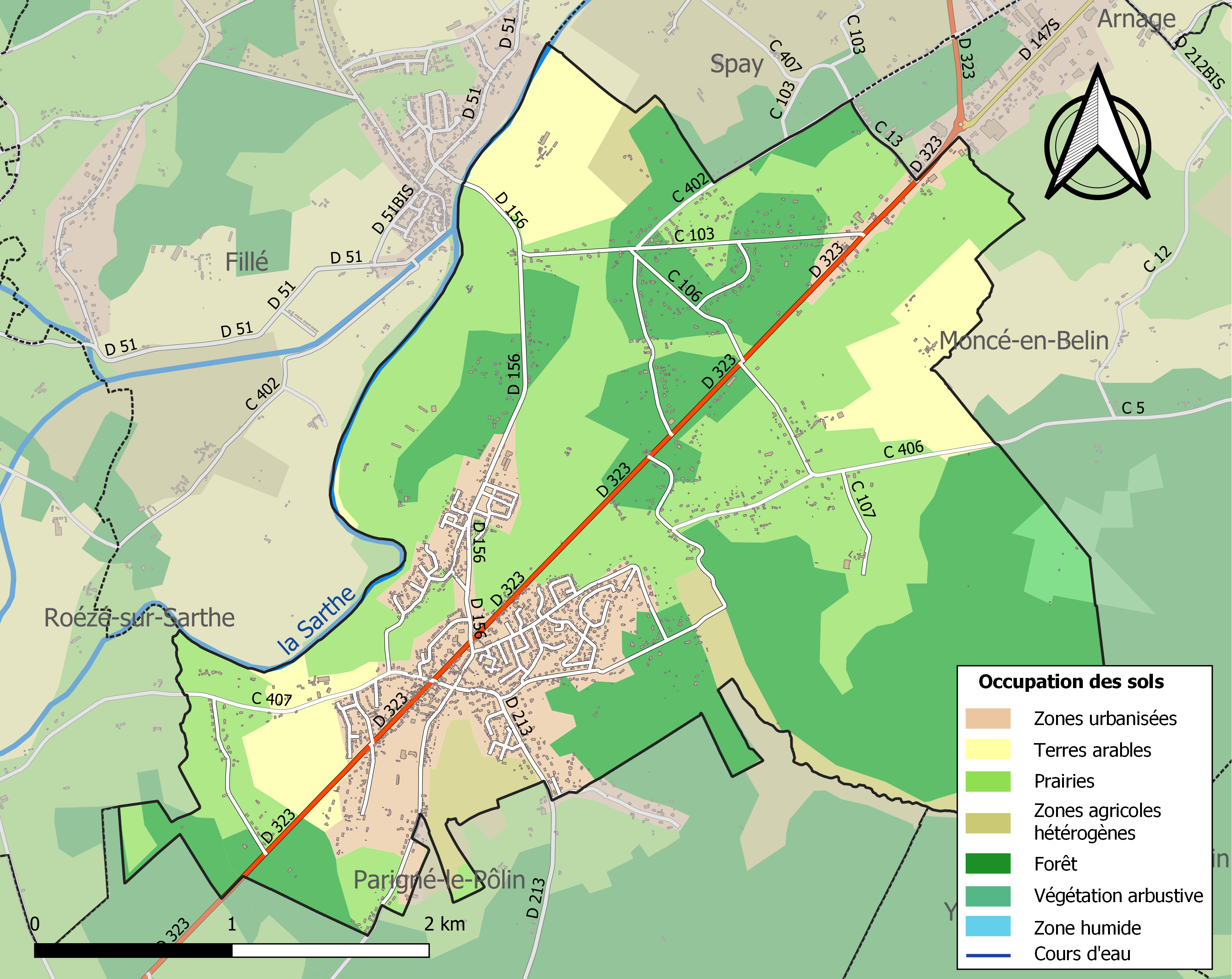
Carte des infrastructures et de l'occupation des sols de la commune en 2018 (CLC).

## Toponymie
Anciens noms :
- En 1793 : Guiécelard.
- De 1880 (création de la commune) à nos jours : Guécélard.

Le gentilé est Guécélardais / Guécélardaise.

## Histoire
L'histoire de Guécélard débute, bien  avant que l'orthographe du nom actuel apparaisse. C'est au franchissement d'un petit cours d'eau appelé Rhonne, par un authentique chemin antique, connue pour sa section sarthoise sous la dénomination de Grand Chemin mansais, que vers le IVe siècle un guerrier franc du nom de Coelhard s'est installé et a fait souche. L'archéologie en témoigne. Il faut attendre la fin du IXe siècle, et les archives de l'abbaye de Saint-Mesmin pour découvrir un  groupement d'habitations, formant ce que l'on pourrait appeler un hameau à caractère familial, sur la rive droite de la petite rivière. Sa dénomination avant le Xe siècle : le Gué de Coelhard.
Les moines de l'abbaye de la Couture en 1135 érigent une chapelle, avec l'intention d'édifier un bourg sur la rive gauche du Rhonne. Ce n'est qu'en 1230 que la chapelle devient une église sous le vocable de la Nativité de la Vierge Marie, et sous l'appellation de Notre-Dame du Gué Seelard. En 1235, une paroisse naissante est citée dans plusieurs actes.
Cette église sera incendiée le 16 septembre 1380, lors de raids de la cavalerie anglaise basée à Pontvallain. Le même jour, les maisons fortes de Buffe et de Mondan étaient également saccagées et incendiées. Une seconde église sera élevée, construite par les habitants du hameau en 1505-1506, et elle figure dans plusieurs documents des archives épiscopales du Mans et de Tours.
Le culte de saint Maclou, instauré par Erispoë vers 855, fut honoré pendant presque un millénaire par de grandioses pèlerinages annuels dans les édifices religieux guécélardais, jusqu'en 1792.
Cette nouvelle église est vendue comme bien national en 1792. Elle abrita un bataillon, puis fut démantelée. Un troisième lieu de culte fut construit, là où se trouve l'actuelle église, la bénédiction de cette grande chapelle fut donnée le 22 décembre 1841. Édifiée sur un banc d'argiles, le 22 décembre 1891, elle fut retirée du culte, le clocher lézardé, s'effondrait par pans. L'église que l'on voit au quotidien a été construite de 1893 à 1897, et elle était consacrée le 2 octobre 1900, par monseigneur Bonfils de Forcalquier, dont les armes sont sculptées au balcon du jubé.
L'évolution du hameau du Gué de Coelhard a été très lente et a été sujette a de nombreuses vicissitudes du IXe siècle à la première moitié du XVe siècle. La platitude sur laquelle se développe le territoire communal guécélardais (environ deux lieues) a donné aux cavaleries bretonnes de Nominoë, puis de son fils Ersipoë, celle des Norman's, des comtes d'Anjou, de Guillaume le Conquérant, des Anglais en alternance avec celle des Français, bien des occasions de charges et de galopades dévastatrices pour les récoltes et pour les habitations. Aussi, l'on peut constater sur de nombreux plans et cartes antérieurs au XVIIIe siècle, les dénominations de Guessellard, de Grand Bourg, pour ce que nous appelons de nos jours le Vieux Bourg, et de Petit Guécélard pour les quelques habitations se situant près de l'église.
L'historiographie de Guécélard proprement dite est étroitement liée à celle du « Grand Chemin mansais ». Ce chemin qui dès le bronze moyen a relié l'estuaire de la Seine, à l'embouchure de la Loire, pour être plus précis la rive gauche de la Seine à la rive droite de la Loire, s'embranchait vers Rémalard, à une autre voie importante : Paris à Paimbœuf (important arsenal royal), par Bellême, Le Mans, Guécélard, La Flèche, Angers, Nantes.
C'est en 1880 que la commune de Fillé cède une partie de son territoire pour la création de Guécélard.

## Politique et administration

### Liste des maires
Le conseil municipal est composé de vingt-trois membres dont le maire et six adjoints.

## Population et société

### Démographie
L'évolution du nombre d'habitants est connue à travers les recensements de la population effectués dans la commune depuis 1881. Pour les communes de moins de 10 000 habitants, une enquête de recensement portant sur toute la population est réalisée tous les cinq ans, les populations de référence des années intermédiaires étant quant à elles estimées par interpolation ou extrapolation. Pour la commune, le premier recensement exhaustif entrant dans le cadre du nouveau dispositif a été réalisé en 2006.
En 2022, la commune comptait 3 200 habitants, en évolution de +6,14 % par rapport à 2016 (Sarthe : −0,25 %, France hors Mayotte : +2,11 %).
| 1881 | 1886 | 1891 | 1896 | 1901 | 1906 | 1911 | 1921 | 1926 |
| ---- | ---- | ---- | ---- | ---- | ---- | ---- | ---- | ---- |
| 595  | 563  | 579  | 585  | 533  | 469  | 484  | 520  | 451  |

| 1931 | 1936 | 1946 | 1954 | 1962 | 1968 | 1975 | 1982  | 1990  |
| ---- | ---- | ---- | ---- | ---- | ---- | ---- | ----- | ----- |
| 502  | 437  | 496  | 510  | 589  | 660  | 982  | 1 663 | 2 261 |

| 1999  | 2006  | 2011  | 2016  | 2021  | 2022  | - | - | - |
| ----- | ----- | ----- | ----- | ----- | ----- | - | - | - |
| 2 594 | 2 689 | 2 793 | 3 015 | 3 172 | 3 200 | - | - | - |

### Naissances et décès
|                                 | 2000 | 2001      | 2002      | 2003      | 2004     | 2005      | 2006      | 2007     | 2008      |
| Naissance domicilié à Guécélard | 45   | 33        | 38        | 31        | 30       | 34        | 39        | 24       | 33        |
| Évolution                       | -    | - 26,67 % | + 13,16 % | - 18,42 % | - 3,26 % | + 13,33 % | - 13,71 % | -38,46 % | + 37,50 % |

|                             | 2000 | 2001   | 2002    | 2003     | 2004      | 2005      | 2006      | 2007      | 2008    |          |
| Décès domicilié à Guécélard | 10   | 4      | 17      | 16       | 13        | 7         | 13        | 4         | 13      | 12       |
| Évolution                   | -    | - 60 % | + 325 % | - 5,88 % | - 18,75 % | - 46,15 % | + 87,71 % | - 69,23 % | + 225 % | - 7,69 % |

### Activité, label et manifestations

#### Label
La commune est une ville fleurie (deux fleurs) au concours des villes et villages fleuris.

#### Foire aux chiens
La foire aux chiens est une manifestation annuelle où se retrouvent plusieurs milliers de visiteurs, chaque premier dimanche du mois de septembre depuis plus de trente ans.
Elle regroupe trois expositions :
- Chiens : (plusieurs centaines), venant de toute la France,
- Équidés (poneys, chevaux, ânes…),
- Commerces, artisanat, brocante, vide-greniers…

#### Sports
L'Union sportive de Guécélard fait évoluer une équipe de football en ligue du Maine et trois autres en divisions de district. L'équipe première s'est qualifiée au terme de la saison 2012-2013 en Division d'Honneur.
L'association Guécélard Basket Ball Club gère des équipes de basket avec une école de mini-basket à partir de l'âge de 4 ans jusqu'aux équipes senior au niveau départemental et régional Pays de Loire certaines saisons, notamment ses équipes féminines puisqu'il est parmi les principaux clubs sarthois pour le basket féminin.

## Culture locale et patrimoine

### Lieux et monuments

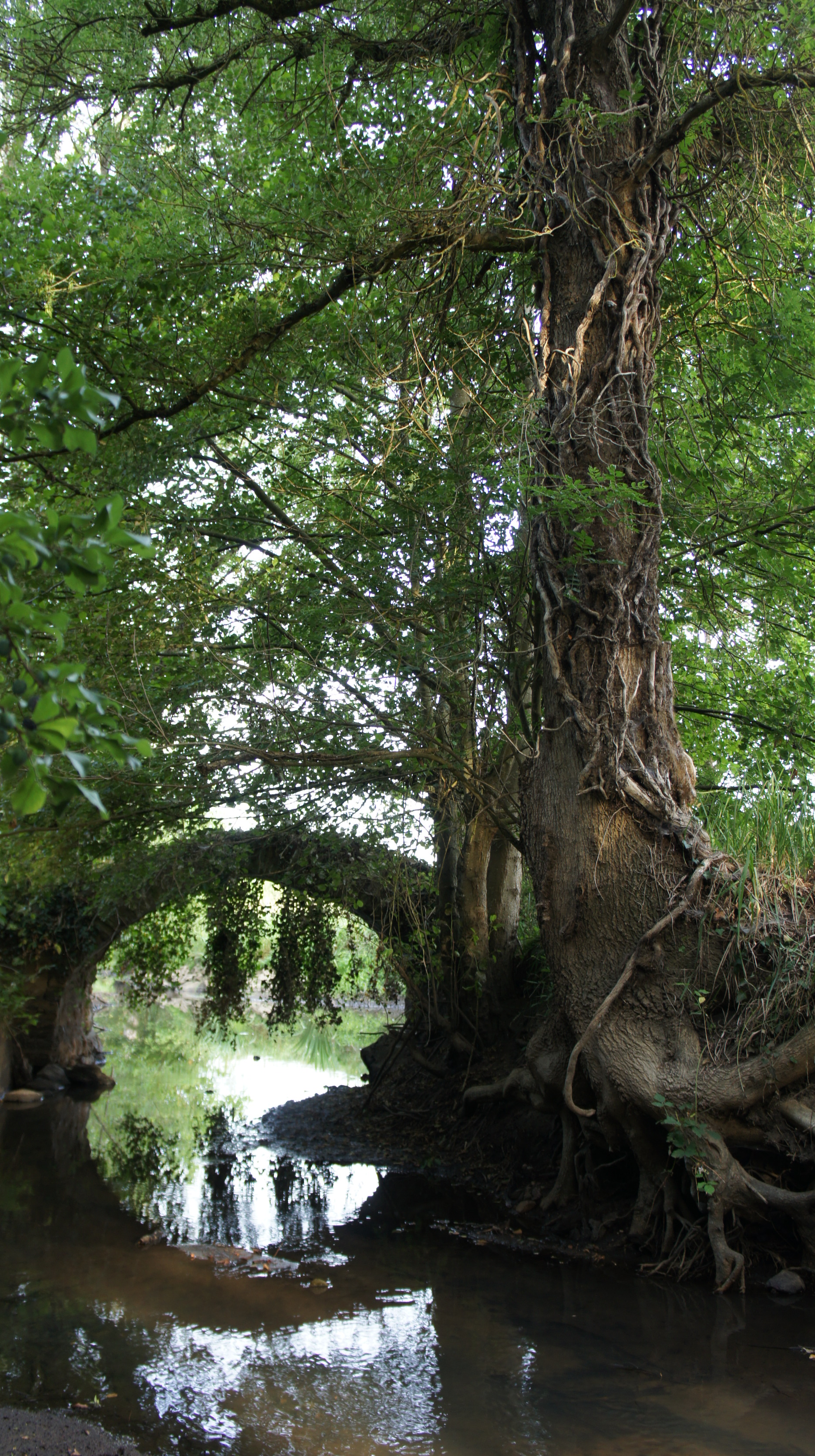
L'ancien pont piétonnier.

- Église Notre-Dame abritant deux statues du XVe siècle (saint Jean et Vierge du Calvaire) classées à titre d'objets aux Monuments historiques[36].
- Ancien pont piétonnier en pierres du début du XVIIIe siècle sur le Rhonne au Gué de la Ronceraie, dénommé également gué de Buffard, dit pont romain[réf. à confirmer][37].

### Héraldique
| Blason de Guécélard | Blason  | De sable à la bande fuselée d'argent.            |
| Blason de Guécélard | Détails | Le statut officiel du blason reste à déterminer. |